# تيرا نوفا (مسلسل)
تيرا نوفا (بالإنجليزية: Terra Nova)‏ هو مسلسل خيال علمي دراما أمريكي عرض الموسم الأول منه على شبكة فوكس التلفزيونية في الفترة بين 26 سبتمبر حتى 19 ديسمبر 2011. المسلسل مبني على فكرة للكاتب البريطاني كيلي مارسيل. في 5 مارس 2012 أعلنت شبكة فوكس عن إلغاء المسلسل.
المسلسل من بطولة جايسون أومارا،شيلي كون،لاندون ليبويرون،نعومي سكوت وكريستين آدامز.

## روابط خارجية
تيرا نوفا (مسلسل) على موقع IMDb (الإنجليزية)
- تيرا نوفا (مسلسل) على موقع ميتاكريتيك (الإنجليزية)
- تيرا نوفا (مسلسل) على موقع روتن توميتوز (الإنجليزية)
- تيرا نوفا (مسلسل) على موقع نتفليكس (الإنجليزية)
- تيرا نوفا (مسلسل) على موقع كينوبويسك (الروسية)
- تيرا نوفا (مسلسل) على موقع ألو سيني (الفرنسية)
- تيرا نوفا (مسلسل) على موقع قاعدة بيانات الفيلم (الإنجليزية)